# Inves Spectrum+
Inves Spectrum+ je počítač vyráběný společností Investrónica, která se podílela na vývoji počítače Sinclair ZX Spectrum 128K+. Počítač Inves Spectrum+ začala společnost vyrábět poté, co Clive Sinclair prodal práva k výrobě počítačů Sinclair společnosti Amstrad.
Počítač je podobný počítači Sinclair ZX Spectrum+ a má vestavěný interface pro Kempston joystick., Klávesnice počítače je plně španělská a chybová hlášení počítače jsou přeložena do španělštiny. Paměť ROM počítače ale není shodná s pamětí ROM španělské verze počítače Sinclair ZX Spectrum+. Odlišnosti v obsahu paměti ROM způsobují nekompatibilitu s některými programy. Problémy s kompatibilitou se vyskytují např. u her Commando, Bomb Jack či Top Gun. Kvůli problémům s autorskými právy má počítač místo obvodu ULA od firmy Ferranti obvod ULA navržený společností Texas Instruments.
Paměť počítače je tvořena dvěma čipy 4464, počítač tedy obsahuje 64 KiB paměti RAM, ovšem 16 KiB není přístupných. Počítač obsahuje chybu, která umožňuje zablokovat odeslání hodnot na port 254.
Počítač se neprodával příliš dobře, neboť v době jeho uvedení na trh už existovaly počítače se 128 KiB paměti a objevovaly se první počítače Amiga.

## Technické informace
- procesor: Z80A, 3,58 MHz,
- paměť RAM: 48 KiB,
- paměť ROM: 16 KiB,
- interface pro Kempston joystick.